# Andriej Parywajew
Andriej Parywajew (kaz.: Андрей Парываев; biał.: Андрэй Парываеў, Andrej Parywajeu; ros.: Андрей Порываев, Andriej Porywajew; ur. 3 stycznia 1982) – białoruski i kazachski piłkarz, grający w kazachskim klubie Szachtior Karaganda, do którego trafił w 2011 roku. Występuje na pozycji obrońcy. W reprezentacji Białorusi zadebiutował w 2007 roku. Do tej pory rozegrał w niej jeden mecz (stan na 08.12.2012).